# Дайнюс Бауба
Дайнюс Бауба (Dainius Bauba; 10 січня 1972, Каунас, Литовська СРСР, СРСР) — литовський хокеїст і тренер. Виступав за національну збірну.

## Спортивна кар'єра
В сімнадцять років дебютував за київську команду другої ліги ШВСМ (Школа вищої спортивної майстерності). Взимку 1992 року грав за «Сокіл» у перехідному турнірі команд вищої і першої ліги. Після розпаду СРСР була створена Міжнаціональна хокейна ліга, а якій Бауба провів півтора десятки матчів і переїхав до Великої Британії. За сімнадцять сезонів захищав кольори команд з Британського дивізіону 1, Британської хокейної суперліги, Британської національної ліги, Англійської національної лиги і Британської елітної ліги.
У складі національної збірної брав участь у шести чемпіонатах світу (дивізіон C або D). На цих турнірах провів 29 матчів (40+29). У збірній грав разом з меншим братом — Егідіюсом Баубой.
Навесні 2011 року був призначений помічником головного тренера збірної Литви Сергія Борисова, який свого часу також виступав за київський «Сокіл».

## Досягнення
- Переможець Британської суперліги (1): 1998

## Статистика
Статистика виступів в українських командах:
| Сезон   | Клуб             | Ліга      | І  | Г  | П | О  | ШХ |
| ------- | ---------------- | --------- | -- | -- | - | -- | -- |
| 1988-89 | ШВСМ (Київ)      | перша     | 9  | 1  | 0 | 1  | 2  |
| 1989-90 | ШВСМ (Київ)      | друга     | 54 | 6  | 3 | 9  | 56 |
| 1990-91 | ШВСМ (Київ)      | друга     | 36 | 1  | 2 | 3  | 42 |
| 1991-92 | ШВСМ (Київ)      | друга     | 20 | 10 | 2 | 12 | 37 |
| 1991-92 | «Сокіл» (Київ)   | перехідна | 6  | 0  | 0 | 0  | 0  |
| 1992-93 | «Сокіл» (Київ)   | МХЛ       | 7  | 1  | 2 | 3  | 6  |
| 1992-93 | «Сокіл-2» (ШВСМ) | перша     | 42 | 12 | 8 | 20 | 45 |
| 1993-94 | «Сокіл» (Київ)   | МХЛ       | 7  | 0  | 0 | 0  | 2  |

Статистика виступів в елітних лігах Великої Британії:
| Сезон                 | Клуб                  | Ліга                  | Регулярний сезон | Регулярний сезон | Регулярний сезон | Регулярний сезон | Регулярний сезон | Плей-оф | Плей-оф | Плей-оф | Плей-оф | Плей-оф |
| Сезон                 | Клуб                  | Ліга                  | І                | Г                | П                | О                | ШХ               | І       | Г       | П       | О       | ШХ      |
| --------------------- | --------------------- | --------------------- | ---------------- | ---------------- | ---------------- | ---------------- | ---------------- | ------- | ------- | ------- | ------- | ------- |
| 1997-98               | «Ер Скоттіш Іглз»     | БХСЛ                  | 39               | 13               | 16               | 29               | 42               | 9       | 1       | 4       | 5       | 2       |
| 1998-99               | «Ер Скоттіш Іглз»     | БХСЛ                  | 42               | 13               | 18               | 31               | 55               | 5       | 2       | 0       | 2       | 4       |
| 1999-00               | «Ер Скоттіш Іглз»     | БХСЛ                  | 33               | 8                | 17               | 25               | 46               | 7       | 0       | 1       | 1       | 8       |
| 2000-01               | «Ер Скоттіш Іглз»     | БХСЛ                  | 23               | 6                | 10               | 16               | 55               | 7       | 1       | 1       | 2       | 0       |
| 2001-02               | «Ер Скоттіш Іглз»     | БХСЛ                  | 44               | 14               | 17               | 31               | 115              | 7       | 0       | 1       | 1       | 11      |
| 2002-03               | «Ер Скоттіш Іглз»     | БХСЛ                  | 8                | 0                | 6                | 6                | 14               | —       | —       | —       | —       | —       |
| 2002-03               | «Брекнелл Біз»        | БХСЛ                  | 17               | 0                | 2                | 2                | 12               | 15      | 8       | 7       | 15      | 8       |
| Всього в суперлізі    | Всього в суперлізі    | Всього в суперлізі    | 206              | 54               | 86               | 140              | 339              | 50      | 12      | 14      | 26      | 33      |
| 2005-06               | «Едінбург Кепіталз»   | БЕХЛ                  | 42               | 16               | 22               | 38               | 64               | 5       | 1       | 1       | 2       | 6       |
| 2006-07               | «Едінбург Кепіталз»   | БЕХЛ                  | 50               | 17               | 27               | 44               | 179              | —       | —       | —       | —       | —       |
| 2007-08               | «Едінбург Кепіталз»   | БЕХЛ                  | 20               | 3                | 5                | 8                | 80               | —       | —       | —       | —       | —       |
| Всього в елітній лізі | Всього в елітній лізі | Всього в елітній лізі | 112              | 36               | 54               | 90               | 323              | 5       | 1       | 1       | 2       | 6       |
| Всього                | Всього                | Всього                | 318              | 90               | 140              | 230              | 662              | 55      | 13      | 15      | 28      | 39      |

Статистика виступів на чемпіонатах світу:
| Рік     | Команда  | Д  | І | Г  | П | О  | ШХ |
| ------- | -------- | -- | - | -- | - | -- | -- |
| 1994-95 | Литва    | C2 | 6 | 13 | 8 | 21 | 12 |
| 1995-96 | Литва    | D  | 5 | 10 | 6 | 16 | 24 |
| 2003-04 | Литва    | D2 | 4 | 12 | 5 | 17 | 22 |
| 2004-05 | Литва    | D1 | 5 | 2  | 1 | 3  | 4  |
| 2005-06 | Литва () | D1 | 5 | 1  | 6 | 7  | 10 |
| 2006-07 | Литва () | D1 | 4 | 2  | 3 | 5  | 14 |